# Joe E. Lewis
Joe E. Lewis (* 12. Januar 1902 in New York City; † 4. Juni 1971 in New York; eigentlich Joseph Klewan) war ein US-amerikanischer Sänger, Schauspieler und Komiker.

## Leben
Joe E. Lewis war in den 20er Jahren ein gefragter Sänger in Chicago und hatte enge Kontakte zu den Mobstern des Chicago Outfit. Er begann seine Karriere im Kabarett Midnight Frolics, wo er 1925 Master of Ceremonies wurde. Ein Vertrag band ihn später an das Green Mill, das Al Capone gehörte und von seinem Vertrauten Jack McGurn betrieben wurde. Eine rivalisierende Gang versuchte, Lewis mit einer Gage von 1000 Dollar pro Woche abzuwerben (im Green Mill betrug sie 650 Dollar). Als Lewis sich daraufhin weigerte, seinen Vertrag mit dem Green Mill zu verlängern, wurde er von "Machine Gun" McGurn heftig bedroht. Am 9. November 1927, wenige Tage nach seiner Premiere im Club Rendezvous Cafe wurde Lewis schließlich in seinem Apartment von drei Männern überfallen. Er überlebte trotz zahlreicher schwerer Schnittwunden und einem Schädelbruch. Da seine Kehle durchschnitten wurde und er Teile der Zunge verlor, musste er seine Gesangskarriere beenden.
Sophie Tucker überredete ihn zu einem Comebackversuch als Sänger, der jedoch scheiterte, da Lewis die hohen Töne nicht mehr richtig treffen konnte. Bei diesen Auftritten entdeckte er allerdings sein Talent für Stand-up-Comedy. In den nächsten Jahren wurde Lewis zu einem gefragten Bühnenkomiker und trat unter anderem im New Yorker Nachtclub Copacabana auf. Parallel trat Lewis auch als Schauspieler in einigen Filmen auf, hatte jedoch stets den größeren Erfolg auf der Bühne. Später folgten zahlreiche Fernsehauftritte, unter anderem mehr als ein Dutzend Auftritte in der Ed Sullivan Show.
Von 1946 bis 1948 war Lewis mit der Schauspielerin Martha Stewart verheiratet.
Lewis hatte lange mit Alkoholproblemen zu kämpfen und verarbeitete diese auch in seinen Programmen.

„I don't drink any more than the man next to me, and the man next to me is Dean Martin.“

„A man is never drunk if he can lay on the floor without holding on.“

Joe E. Lewis starb am 4. Juni 1971 an den Folgen eines Schlaganfalls und ist auf dem Cedar Park Cemetery in Emerson, New Jersey, beerdigt. Seine 1955 erschienene Biographie The Joker is Wild diente als Vorlage für den gleichnamigen Film (deutscher Titel: Schicksalsmelodie), in dem Lewis von Frank Sinatra verkörpert wird. Sinatra und Lewis kannten sich bereits aus Zeiten im Green Mill und waren langjährige Freunde.

## Filmografie
- 1931: Too Many Husbands
- 1936: Frauenehre (Private Number)
- 1937: The Holy Terror
- 1942: Private Buckaroo
- 1968: Die Lady in Zement (Lady in Cement) (Cameo-Auftritt)